# Roosterdefect

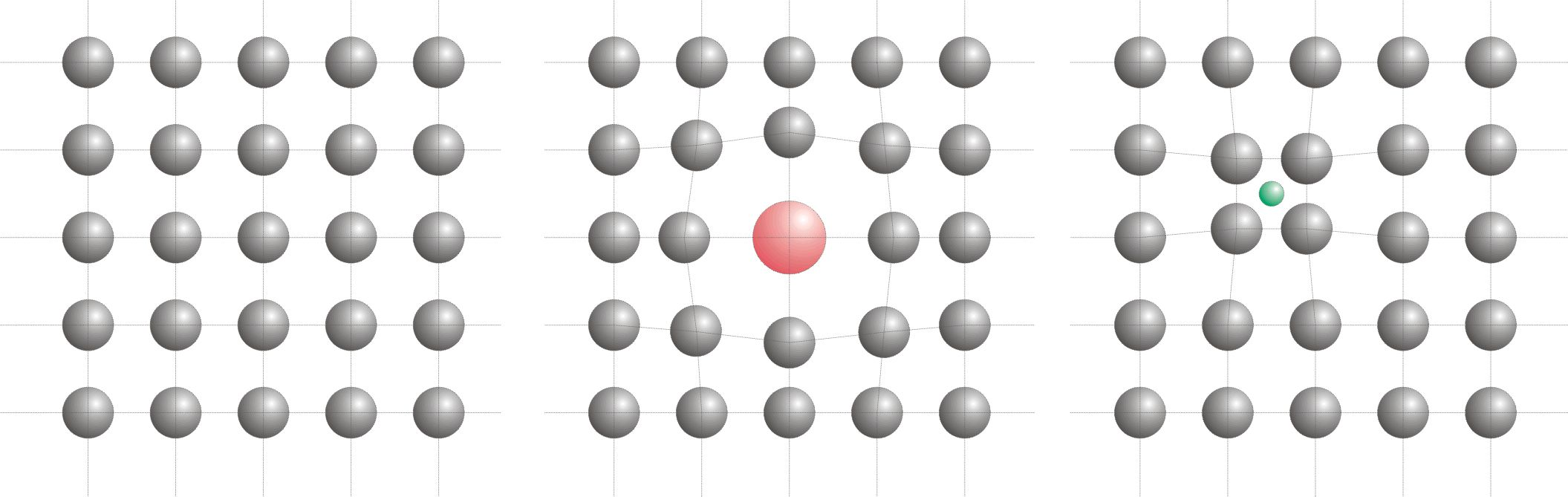
Zuiver kristal (links), substitutie atoom (midden) en interstitieel atoom (rechts).

Roosterdefecten of roosterfouten zijn fouten in de lange-afstand-ordening van een kristal.
Een roosterdefect kan puntvormig, eendimensionaal, tweedimensionaal of driedimensionaal zijn.

## Puntdefect
Een puntdefect of puntfout is een afwijking van de ideale kristalstructuur. Puntvormige roosterdefecten komen lokaal voor op atomair niveau en vormen zich in kristallijne materie, die niet 100% zuiver is, zoals een legering en keramiek met onzuiverheden. Enkele puntdefecten zijn:
- Substitutioneel-defect (een vreemd atoom op een roosterplaats); waarbij atomen van een andere stof een atoom van het kristal vervangen.
- Interstitieel-defect (een atoom in de tussenruimte tussen matrixatomen); waarbij kleine atomen van een andere stof zich tussen de atomen van een kristal bevinden. Denk hierbij aan koolstof in ijzer.
- Vacature-defect (atoom afwezig); waarbij er een onbezette roosterplaats in het kristal is.

in ion-kristallen:
- Frenkel-defect; een kation dat zijn plaats verlaat en een interstitioneel atoom wordt.
- Schottky-defect; een kationvacature samen met een anionvacature.

Door middel van diffusie kunnen puntdefecten door kristalroosters bewegen, dit wordt diffusiekruip genoemd. Temperatuur heeft een grote invloed op de snelheid van verplaatsing.

Puntdefecten
Vacature
Anti-fase-defect
Schottky-defect
Frenkel-defect

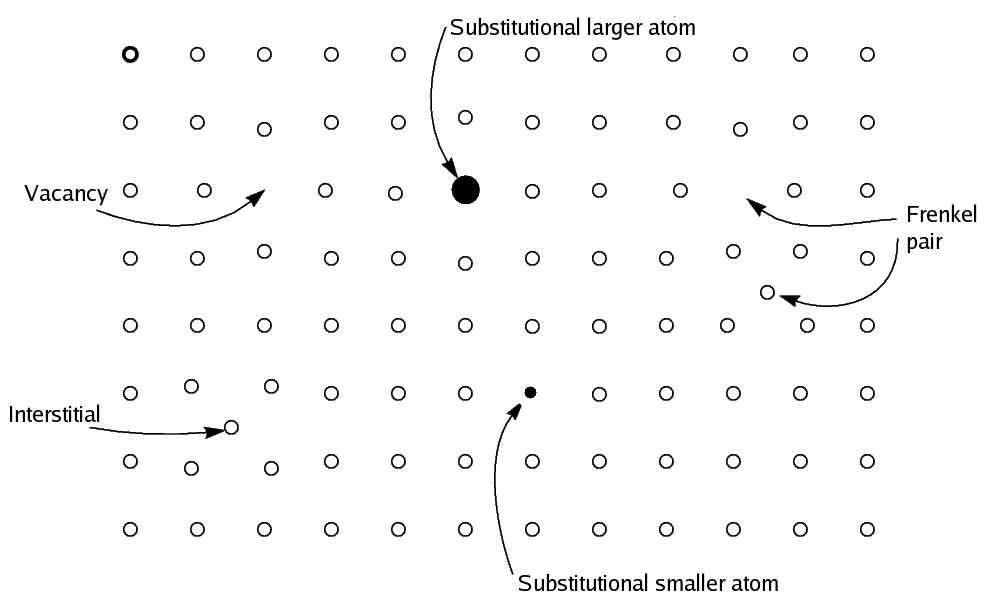
Schematische illustratie van enkele simpele puntdefecten in een pure vaste stof
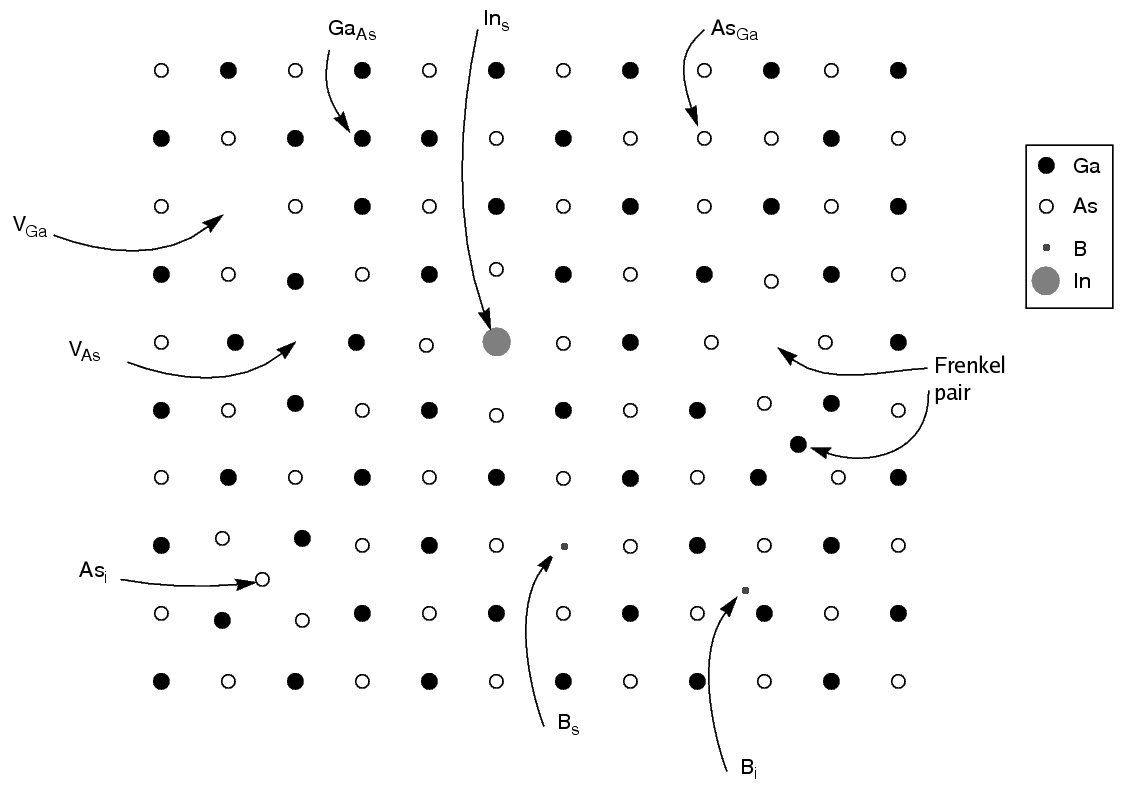
Schematische illustratie van enkele simpele defecten in een samengestelde vaste stof (in dit geval GaAs)

## Lijndefect
Lijnvormige roosterdefecten kunnen beschouwd worden als de grens tussen twee delen van een kristalvlak die elk apart volmaakt zijn, maar niet doorlopend in elkaar overgaan.
- Planaire dislocatie of randdislocatie; een extra halfvlak in een rooster.
- Schroefdislocatie.

Lokaal kan dit tot grote energieconcentraties leiden.

Lijndefecten
Overzicht van een planaire dislocatie in een kristalrooster en een schematische weergave
Overzicht van een planaire dislocatie. De dislocatielijn is weergegeven in blauw, de Burgersvector b in zwart.
Lijndefect op atomair niveau

## Vlakdefect
Vlakvormige roosterfouten ontstaan als gevolg van een structuur- en/of oriëntatieverandering aan weerszijden van een grens.
- Korrelgrenzen; een onregelmatige overgang tussen de korrels.
- Stapelfouten komen voor in een aantal kristalstructuren, maar het meest voorkomende voorbeeld is in dichtste stapeling-structuren. Ze worden gevormd door een lokale afwijking van de stapelvolgorde van lagen in een kristal. Een voorbeeld is de ABABCABAB-stapelvolgorde.
- Tweelingen, precies gespiegelde rangschikking van de atomen aan weerszijden van een korrelgrens.

Vlakdefecten
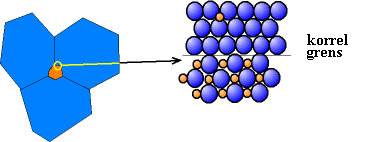
Vlakvormige roosterfout.
Korrelgrens-defect aangegeven in het groen tussen twee korrels (oranje en blauw).
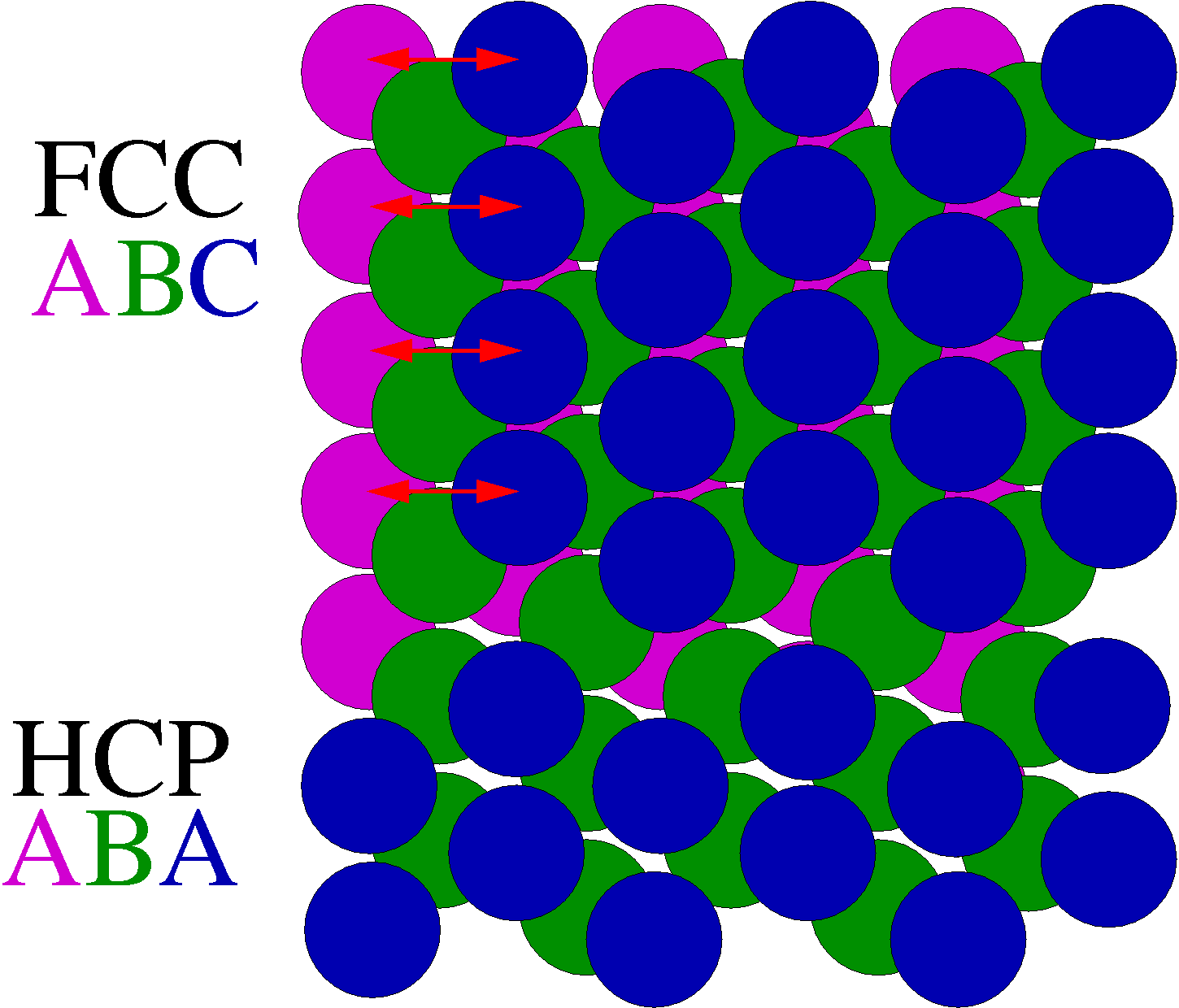
Stapelfouten: Verschillende stapel volgorden van dichtste stapelingen wisselen elkaar foutief af.
Schematische weergave van twee korrels (rood en groen) die een tweeling vormen op het gemeenschappelijke kristalvlak (zwarte stippen).

## Verhogen roosterdefecten
Alle roosterdefecten vertegenwoordigen een bepaalde hoeveelheid energie die in het kristalrooster wordt opgeslagen. Om een kristalrooster vervolgens te vervormen, moet de extra hoeveelheid energie van de aanwezig roosterdefecten ook overwonnen worden. Het introduceren van roosterdefecten is dus een methode om het materiaal harder en sterker te maken, oftewel het materiaal te harden. Men kan de concentratie roosterfouten verhogen door:
- snel afkoelen vanaf hoge temperatuur, zoals gebeurd bij afschrikken;
- plastische vervorming;
- bestraling met energierijke deeltjes.

Bij een te hoge concentratie zal het materiaal echter bezwijken.